# Гидрометеорологическая станция имени М. В. Попова
Гидрометеорологическая станция имени М. В. Попова — полярная гидрометеорологическая станция на острове Белый в Карском море. Она расположена примерно в 750 км за Полярным кругом. Станция названа в честь советского полярного исследователя Михаила Владимировича Попова, который в 1934 году основал первую радиостанцию на Северном море на острове Белый.

## Расположение

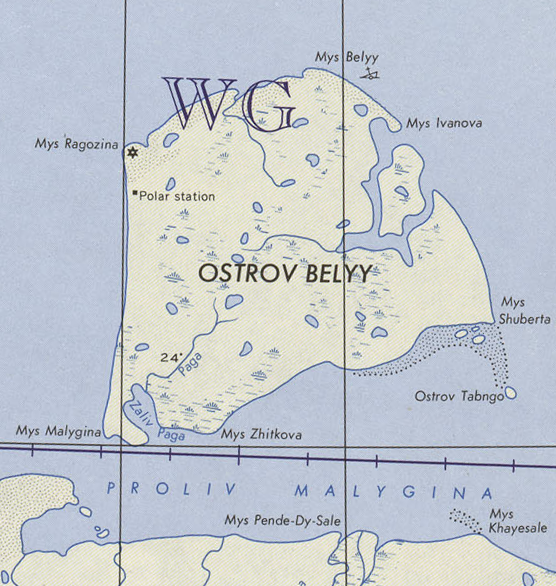
Карта острова Белый с указанием местонахождения полярной станции

Остров Белый — плоский (высота до 12 м), довольно большой, площадью 1900 км² к северу от Ямальского полуострова, от которого он отделен проливом Малыгина. Полярная станция «Попова» расположена в северо-западной части острова на побережье Протоки Рогозина (также значащаяся как Протока Станционная), примерно в 800 метрах от берега Карского моря. Из-за сильной эрозии побережья в прошлом гидрометеостанция несколько раз переносилась.

## История
В декабре 1932 года в Москве было создано Главное управление Северного морского пути, чтобы открыть Северный морской путь для снабжения русской Арктики. Обязательным условием безопасного судоходства были навигационные и метеорологические станции на всём протяжении арктического побережья России. 1 ноября 1933 года одной из первых была открыта гидрометеостанция на острове Белый. 9 июня 1972 года по предложению Евгения Константиновича Фёдорова названа Полярной станцией имени Попова. С 1960 по 1970 годы здесь побывали около 300 сотрудников. С конца 1990 года на станции эксплуатировалось единственное здание, сгоревшее в марте 2001 года. 1 ноября 2002 г. состоялось торжественное открытие нового здания площадью 195 м², в котором площадь рабочих мест достигает 120 м². Для электроснабжения полярной станции используются два дизель-генератора мощностью 10 кВт и один бензиновый генератор мощностью 6 кВт. Для отопления здания были установлены две параллельные дизельные котельные мощностью 30 кВт. На станции также есть транспорт — два трактора ДТ-75 и снегоход «Буран».
Полярная станция Попова в прошлом довольно сильно загрязняла экосистему острова. Хрупкая арктическая экосистема острова Белый сильно пострадала от мусора, особенно загрязнённых топливных бочек, металлолома и резинового мусора. В 2012 году началась многолетняя уборка и восстановление загрязнённых территорий. К 2014 году добровольцами была очищена территория площадью 35 га. Было вывезено приблизительно от 75 до 100 тонн металлолома и прочего мусора.
В 2012 года рядом с полярной станцией построена православная часовня. Мемориальная доска увековечивает память жертв немецкого нападения на конвой БД-5 с 12 по 13 августа 1944 года, который был потоплен в 60 км от острова Белый.